# Coupe de la mer du Nord de rugby à XV
Pour les articles homonymes, voir North Sea Cup.
La Coupe de la mer du Nord de rugby à XV ou North Sea Cup était une compétition de rugby à XV organisée par la FIRA–AER pendant trois saisons, qui opposait des clubs allemands, belges et néerlandais dans le but d'organiser une concurrence transfrontalière et de promouvoir le rugby à XV en Europe de l'Ouest (Cross Border Compétitions). Chaque pays était représenté par deux clubs.

## Histoire
Le comité pour l'organisation de la Coupe de la mer du Nord de rugby à XV est créé le 1er juin 2011 et est représenté par le belge Daniel Roelands, président, le néerlandais Bart Janssens, directeur du tournoi, et l'allemand Jürgen Brundert, secrétaire. Le tournoi se déroule sous la forme d'un championnat unique en matchs aller-retour et une finale est prévue entre les deux meilleures équipes en un lieu qui reste à déterminer.
Au cours du Comité Exécutif de la FIRA-AER du 17 avril 2012, il a été convenu que les 2 finalistes de la Coupe de la mer du Nord joueraient des demi-finales contre les vainqueurs du Championnat régional de rugby et de la Baltic Rugby Cup au sein d'une compétition dénommée European Rugby Club Championship.
Le 1er septembre 2013, la première North Sea Cup féminine se déroula à Venlo, aux Pays-Bas, et réunit les champions néerlandais, allemand et belge.

## Les clubs de l'édition 2013-2014
Les 8 équipes sont les suivantes :
| Group A - Sélection régionale du Sud - TV Pforzheim - Sélection régionale du Sud-Ouest - Dendermondse Rugby Club | Group B - Boitsfort Rugby Club - RC Kituro Schaerbek - SC Neuenheim - Sélection régionale du Nord |

## Palmarès
| Date        | Vainqueur         | Score   | Finaliste       | Lieu                | 1er de la phase régulière |
| ----------- | ----------------- | ------- | --------------- | ------------------- | ------------------------- |
| 17 mai 2012 | SC 1880 Frankfurt | 26 – 19 | Heidelberger RK | Francfort           | SC 1880 Frankfurt         |
| 18 mai 2013 | Heidelberger RK   | 34 – 10 | Boitsfort       | Amsterdam           |                           |
| 29 mai 2014 | TV Pforzheim      | 28 - 10 | Boitsfort       | Watermael-Boitsfort |                           |